# Narodni trgovački lanac
Narodni trgovački lanac (NTL) hrvatski je maloprodajni trgovački lanac osnovan 2008. godine. NTL trenutačno ima oko 8,3 milijardi kuna prihoda, oko 10.000 zaposlenih te raspolaže s više od 1.600 prodajnih mjesta, dislociranih u svim županijama, ukupne površine veće od 250.000 četvornih metara.
Trenutačni im je udio na hrvatskom tržištu oko 17 % što ih stavlja na drugo mjesto iza najvećeg trgovačkog lanca Konzuma, čiji udio iznosi oko 30 posto tržišta.
Narodni trgovački lanac čini 16 trgovačkih društava, i to trgovine Kerum i Tommy iz Splita, Bakmaz iz Zadra, Biljemerkant iz Osijeka, Boso iz Vinkovaca, Pemo iz Dubrovnika, Studenac iz Omiša, Trgonom iz Novog Marofa, Idis iz Siska, Trgocentar iz Virovitice te zagrebački lanac Diona. U ožujku 2010. godine Grupi su pristupila još tri trgovačka društva – Lonia iz Kutine, Gavranović iz Zagreba i Trgocentar iz Zaboka.
Stvaranje Narodnog trgovačkog lanca uslijedilo je nakon udruživanja trgovačkih lanaca Mercatora, Bille i Plodina koji su odlučili da zajednički nastupaju prema dobavljačima, kako bi osigurali povoljniju nabavnu cijenu roba te bolje pozicioniranje na tržištu. Najveći zagovornik osnivanja NTL je bio Željko Kerum, vlasnik trgovačkog lanca Kerum, koji tvrdi da je to jedini način da se manji regionalni trgovci suprotstave dominaciji najvećeg hrvatskog trgovačkog lanca Konzuma i stranih trgovačkih lanaca.